# Big Mouth
Big Mouth è una serie animata statunitense creata da Nick Kroll, Andrew Goldberg, Mark Levin e Jennifer Flackett.
La serie viene pubblicata su Netflix a partire dal 29 settembre 2017, in tutti i paesi in cui il servizio di video on demand è disponibile.

## Trama
Nick e Andrew, insieme ai loro amici, scoprono i cambiamenti, le meraviglie e gli orrori dell'adolescenza, con il supporto dei loro genitori e dei mostri degli ormoni.

## Episodi
| Stagione                  | Episodi                   | Pubblicazione USA | Pubblicazione Italia |
| ------------------------- | ------------------------- | ----------------- | -------------------- |
| Prima stagione            | 10                        | 2017              | 2017                 |
| Seconda stagione          | 10                        | 2018              | 2018                 |
| Speciale di San Valentino | Speciale di San Valentino | 2019              | 2019                 |
| Terza stagione            | 10                        | 2019              | 2019                 |
| Quarta stagione           | 10                        | 2020              | 2020                 |
| Quinta stagione           | 10                        | 2021              | 2021                 |
| Sesta stagione            | 10                        | 2022              | 2022                 |
| Settima stagione          | 10                        | 2023              | 2023                 |
| Ottava stagione           | 10                        | 2025              | 2025                 |

## Personaggi e doppiatori
- Nick Birch, voce originale di Nick Kroll, italiana di Stefano De Filippis.
- Andrew Glouberman, voce originale di John Mulaney, italiana di Danny Francucci.
- Jessi Glaser, voce originale di Jessi Klein, italiana di Silvia Avallone.
- Jay Bilzerian, voce originale di Jason Mantzoukas, italiana di Ezio Conenna.
- Missy Foreman-Greenwald, voce originale di Jenny Slate (stagioni 1-4) e Ayo Edebiri (stagioni 4-8),[3] italiana di Letizia Scifoni (stagioni 1, 3-8) e Annalisa Usai (stagione 2-ep. di S. Valentino).
- Maurice, voce originale di Nick Kroll, italiana di Achille D'Aniello.
- Connie, voce originale di Maya Rudolph, italiana di Rossella Acerbo.

## Produzione
Il 24 ottobre 2017 la serie ottiene il rinnovo per una seconda stagione. Il 17 novembre 2018 la serie viene rinnovata da Netflix anche per una terza stagione. Successivamente, a luglio 2019, la serie è stata rinnovata per tre ulteriori stagioni. Ad aprile 2022 viene confermato che la sesta stagione sarà pubblicata nel corso dell'anno e che la serie è stata rinnovata anche per una settima stagione. Infine, il 24 aprile 2023, Netflix rinnova la serie per un'ottava e ultima stagione.

## Distribuzione
La prima stagione della serie è stata pubblicata su Netflix il 29 settembre 2017, mentre la seconda il 5 ottobre 2018. Un episodio speciale di San Valentino, di durata doppia rispetto al solito, è stato inoltre pubblicato l'8 febbraio 2019. Il 21 agosto 2019 è stato annunciato che la terza stagione sarebbe stata interamente distribuita il 4 ottobre 2019. La quarta stagione è stata invece pubblicata il 4 dicembre 2020 e la quinta il 5 novembre 2021. La sesta stagione è stata resa disponibile il 28 ottobre 2022, mentre la settima è stata interamente pubblicata il 20 ottobre 2023. L'ottava e ultima stagione viene interamente distribuita su Netflix il 23 maggio 2025.

## Accoglienza
La serie è stata acclamata dalla critica.
| Stagione | Responso della critica | Responso della critica |
| Stagione | Metacritic             | Rotten Tomatoes        |
| -------- | ---------------------- | ---------------------- |
| Prima    | 80/100 (6 recensioni)  | 100% (23 recensioni)   |
| Seconda  | 90/100 (9 recensioni)  | 100% (33 recensioni)   |
| Terza    | 84/100 (5 recensioni)  | 97% (33 recensioni)    |
| Quarta   | 88/100 (4 recensioni)  | 100% (22 recensioni)   |
| Quinta   | N.D.                   | 100% (5 recensioni)    |
| Sesta    | N.D.                   | N.D.                   |
| Settima  | 68/100 (4 recensioni)  | 71% (7 recensioni)     |

## Riconoscimenti
- American Cinema Editors Awards
  - 2021 – Candidatura per il miglior montatore di un prodotto d'animazione (non cinematografico) per l'episodio Nick Starr a Felipe Salazar[34]

- Annie Awards
  - 2018 – Candidatura per la miglior produzione televisiva d'animazione generale per l'episodio Sono gay?[35]
  - 2019 – Candidatura per la miglior produzione televisiva d'animazione generale per l'episodio Il Planned Parenthood show[36]
  - 2020 – Candidatura per la miglior produzione televisiva d'animazione generale per l'episodio Rivelazioni: il musical![37][38]
  - 2021 – Miglior sceneggiatura in una produzione televisiva d'animazione a Andrew Goldberg e Patti Harrison[39]

- Casting Society of America Awards
  - 2020 – Miglior animazione televisiva a Julie Ashton[40]
  - 2021 – Miglior animazione televisiva a Julie Ashton[41]

- Critics' Choice Super Awards
  - 2021 – Candidatura per la miglior serie animata[42]
  - 2021 – Candidatura per il miglior doppiatore a Nick Kroll e John Mulaney[42]
  - 2021 – Candidatura per la miglior doppiatrice a Maya Rudolph[42]

- Critics' Choice Television Awards
  - 2020 – Candidatura per la miglior serie animata[43]

- Dorian Awards
  - 2018 – Candidatura per la performance musicale televisiva dell'anno a Brendan McCreary e John Mulaney per l'episodio Sono gay?[44]

- GLAAD Media Awards
  - 2021 – Candidatura per la miglior serie commedia[45]

- Hollywood Critics Association TV Awards
  - 2021 – Candidatura per la miglior serie o film televisivo d'animazione[46]

- MTV Movie & TV Awards
  - 2019 – Candidatura per la miglior serie TV[47]
  - 2019 – Candidatura per la miglior performance comica a John Mulaney[47]

- NAACP Image Awards
  - 2021 – Candidatura per la miglior serie d'animazione[48]

- Primetime Emmy Awards
  - 2018 – Candidatura per le migliori musiche e testi originali per il brano Totally Gay (episodio Sono gay?) a Mark Rivers[49]
  - 2019 – Candidatura per il miglior programma d'animazione per l'episodio Il Planned Parenthood show[50]
  - 2020 – Candidatura per il miglior programma d'animazione per l'episodio Rivelazioni: il musical![51]
  - 2020 – Miglior doppiatore a Maya Rudolph[51]
  - 2020 – Miglior programma interattivo per Big Mouth Guide to Life[51]
  - 2021 – Candidatura per il miglior programma d'animazione per l'episodio La mia nuova identità[52]
  - 2021 – Miglior doppiatore a Maya Rudolph[52]

## Spin-off
Il 3 ottobre 2019 viene annunciata una serie spin-off di Big Mouth, dal titolo Human Resources. La serie è stata poi pubblicata su Netflix a partire dal 18 marzo 2022.